# Georg Andreas Will
Georg Andreas Will, né le 30 août 1727 à Obermichelbach et mort le 18 septembre 1798 à Altdorf bei Nürnberg, est un professeur et un historien allemand.

## Publications
- Nürnbergisches Gelehrten-Lexicon oder Beschreibung aller nürnbergischen Gelehrten beyderley Geschlechtes nach ihrem Leben, Verdiensten und Schriften. 4 volumes, Schüpfel, Nürnberg/Altdorf 1755–1758 (vier von Christian Conrad Nopitsch verfasste Supplementbände erschienen 1802–1808).
- Der Nürnbergischen Universitätsstadt Altdorf Denkwürdigkeiten. Altdorf 1795.
- Geschichte und Beschreibung der nürnbergischen Landstadt Altdorf. Monath & Kußler, Altdorf 1796.
- Geschichte und Beschreibung der Nürnbergischen Universität Altdorf. 2. Ausgabe mit Nachträgen von Christian Conrad Nopitsch, Altdorf 1801 (posthum).